# Marama Vahirua
Marama Vahirua (Papeete, 12 de maio de 1980) é um futebolista francês da Polinésia Francesa que atua como atacante. Atualmente defende o Pirae.
Ele cobrou o escanteio que originou o 1° gol do Taiti na Copa das Confederações FIFA de 2013.
É primo do ex-jogador de futebol da Seleção Francesa, Pascal Vahirua.

## Títulos
- Campeonato Francês: 1 (2000-01)
- Futebolista do Ano da Oceania: 1 (2005)